# Nacionalni park Carlsbad Caverns
Nacionalni park Carlsbad Caverns (hrvatski za „Carlsbadove špilje”) jedan je od 58 nacionalnih parkova Sjedinjenih Američkih Država, smješten kod grada Carlsbada na krajnjem jugoistoku Novog Meksika. Ovaj krški špiljski sustav se sastoji od 81 povezane špilje koje su jedinstvene po svojoj veličini, ljepoti i raznolikosti mineralnih tvorevina. Tako je npr. špilja Lechuguilla posebna i po tome što predstavlja podzemni laboratorij gdje se geološki i biološki procesi mogu izravno promatrati u nedirnutom okolišu. Zbog toga je Nacionalni park Carlsbad caverns upisan na UNESCO-ov popis mjesta svjetske baštine u Sjevernoj Americi 1995. godine.
Grad Carlsbad, a time i obližnji Nacionalni park Carlsbad Caverns, ime su dobili po češkom gradu Karlovy Vary (en.: Carlsbad), što u prijevodu na hrvatski znači „Karlove kupke”. 

## Zemljopisni podaci
Ovaj se nacionalni park nalazi u gorju Guadalupe na jugoistoku američke savezne države Novi Meksiko. Dvije trećine parka sačinjava divljina koja omogućava zadržavanje ovog staništa u postojećem stanju. Ulaz u park je smješten oko 29 km jugozapadno od grada Carlsbad u Novom Meksiku.
Ovaj dio gorja je dio fosilnog kompleksa grebena Capitan koje je nastalo u permu prije 280-225 milijuna godina. Dio ovog grebena koji je otvoren je jedno od najboljih mjesta za proučavanje fosila iz ovog razdoblja na svijetu. Zahvaljujući špiljskom sustavu i eroziji geolozi su u mogućnosti da proučavaju prošlost gorja duboko u unutrašnjosti.
Nacionalni park Carlsbad Caverns uključuje sedmu najveću špiljsku komoru na svijetu, i treću u Sjevernoj Americi, The Big Room ((hrv.) za „Velika soba”), prirodnu vapnenačku sobu koja je 1.219 m duga, 190,5 m široka, a do najviše točke 107 m visoka. Ukupna površina ovog nacionalnog parka je 189,26 km2.

## Povijest
Istraživač Jim White od mladenačkih je dana istraživao špilju uz pomoć žičanih ljestava izrađenim u kućnoj radinosti. Većina ljudi nije moghla vjerovati u postojanje takvih špilja. Jim White je imenovao mnoge špiljske prostorije uključujući i Veliku sobu. Njegovim nazivima danas se još nazivaju: New Mexico room, King's Palace, Queen's Chamber, Papoose Room i Green Lake Room. Također je imenovao mnoge špiljske prirodne formacije poput Totem Pole, Witch's Finger, Giant Dome, Bottomless Pit ((hrv.) Bezdan), Fairyland, Iceberg Rock, Temple of the Sun i Rock of Ages.
- 25. listopada 1923. - predsjednik Calvin Coolidge potpisao je proglas o uspostavi nacionalnog spomenika Carlsbad Cave[3]
- 2. travnja 1924. - predsjednik Calvin Coolidge izdao je izvršno rješenje za moguće proglašenje nacionalnog parka[4]
- 3. svibnja 1928. - izvršno je rješenje nadopunjeno proširenjem zemljišta koji bi ušao u sastav nacionalnog parka[5]
- 14. svibnja 1930. - ukazom američkog Kongresa osnovan je Nacionalni park Carlsbad Caverns i stavljen pod upravu Servisa nacionalnih parkova SAD-a[6]

## Živi svijet parka
Područje nacionalnog parka je stanište za 800 vrsta biljaka, uključujući ugrožene vrste kao što je kaktus Escobaria sneedii, te 64 vrste sisavaca, 331 vrsta ptica (od sveukupno 500 vrsta ptica koje obitavaju u Novom Meksiku) i 44 vrste gmazova. U špiljama također rastu mnoge znanstvenicima zanimljive vrste gljiva i bakterija. Ulaz u špilje vjerojatno je najveće svjetsko stanište crne lastavice.
U parku također obitava i 17 vrsta šišmiša (najveći broj vrste Tadarida brasiliensis) čiji je broj do unazad nekoliko godina bio u velikom padu, ali je posljednjih nekoliko godina u porastu, no broj im ipak nije ni približno velik kakav je bio u povijesti. 
- Staza prema ulazu u špilju
- Stalagmiti u Velikoj sobi
- tzv. „soba kristalnih lustera” u špilji Lechuguilla
- Vještičji prst
- Travertinski nanos poznat kao Flowstone („tekući kamen”)

## Vanjske poveznice
- Službena stranica parka (engl.)
- USGS 3D fotografski obilazak Carlsbadskih špilja  Arhivirana inačica izvorne stranice od 27. kolovoza 2009. (Wayback Machine) (engl.)

### Ostali projekti
|  | Zajednički poslužitelj ima stranicu o temi Nacionalni park Carlsbad Caverns    |
|  | Zajednički poslužitelj ima još gradiva o temi Nacionalni park Carlsbad Caverns |